# Велико обединение
Под Велико обединение (също Теория на Великото обединение; на английски: Grand Unified Theory – GUT) се има предвид, която и да е от няколко сходни теории на обединеното поле, които предсказват, че при много високи енергии (над {\displaystyle 10^{14}} GeV), електромагнитното, слабото ядрено и силното ядрено взаимодействия се сливат в единно обединено поле.
Физиците са успели да обединят електромагнетизма и слабото взаимодействие в т.нар. електрослабо взаимодействие. Продължава да се работи по обединението на електрослабото взаимодействие с квантовата хромодинамика в т.нар. КХД-електрослабо взаимодействие, понякога наричано електросилно взаимодействие. Има предположения, че след великото обединение, е възможно обединение на гравитацията с другите три калибровъчни симетрии в теория на всичко.
Към момента няма твърдо доказателство, че природата се описва от теорията на Великото обединение. Откритието на неутрино осцилацията сочи, че Стандартния модел е непълен и води до нов интерес към някои теории за Великото обединение, като SO(10). Един от малкото възможни тестове за сигурна теория на Великото обединение е разпадът на протона и фермионните маси.